# Christopher Hinton (animador)
Christopher Hinton (Galt Ontario, 1952) é um animador, cineasta e professor canadense. Foi indicado ao Oscar de melhor curta-metragem de animação em duas ocasiões: na edição de 2004 pelo trabalho na obra Nibbles e na edição de 1992 por Blackfly.